# Amblymora consputa
Amblymora consputa är en skalbaggsart som beskrevs av Francis Polkinghorne Pascoe 1867. Amblymora consputa ingår i släktet Amblymora och familjen långhorningar. Inga underarter finns listade i Catalogue of Life.